# Mellin-Transformation
Unter der Mellin-Transformation versteht man eine mit der Fourier-Transformation verwandte Integraltransformation. Sie ist benannt nach dem finnischen Mathematiker Hjalmar Mellin.

## Geschichte
Im Gegensatz zur Fourier- und zur Laplace-Transformation, die zum Lösen physikalischer Probleme entwickelt wurden, wurde die Mellin-Transformation in einem mathematischen Kontext entwickelt. Ein erstes Auftreten dieser Integraltransformation findet sich in einer Veröffentlichung von Bernhard Riemann, der sie zur Untersuchung seiner Zeta-Funktion einsetzte. Eine erste systematische Formulierung und Untersuchung der Mellin-Transformation und ihrer Rücktransformation geht auf den finnischen Mathematiker R. Hjalmar Mellin zurück. Im Bereich der speziellen Funktionen entwickelte er Methoden, um hypergeometrische Differentialgleichungen zu lösen und asymptotische Entwicklungen herzuleiten.

## Definition
Die Mellin-Transformierte einer auf der positiven reellen Achse definierten Funktion {\displaystyle f\colon \mathbb {R} _{+}\to \mathbb {R} } ist definiert als die Funktion
{\displaystyle M_{f}(s):=\int \limits _{0}^{\infty }f(t)t^{s-1}\mathrm {d} t}
für komplexe Zahlen {\displaystyle s}, sofern dieses Integral konvergiert. In der Literatur findet man die Transformierte auch mit einem Normierungsfaktor {\displaystyle {\tfrac {1}{\Gamma (s)}}}, also
{\displaystyle {\frac {1}{\Gamma (s)}}\int \limits _{0}^{\infty }f(t)t^{s-1}\mathrm {d} t.}
Dabei ist {\displaystyle \Gamma } die Gamma-Funktion.

## Rücktransformation
Unter den folgenden Bedingungen ist die Rücktransformation
{\displaystyle f(x)={\frac {1}{2\pi \mathrm {i} }}\int \limits _{c-\mathrm {i} \infty }^{c+\mathrm {i} \infty }M_{f}(s)x^{-s}\mathrm {d} s}
von {\displaystyle M_{f}(s)} zu {\displaystyle f(x)} für jedes reelle {\displaystyle c} mit {\displaystyle b>c>a>0} möglich. Hierbei seien {\displaystyle a} und {\displaystyle b} zwei positive reelle Zahlen.
- das Integral {\displaystyle M_{f}(s)=\int _{0}^{\infty }f(x)x^{s-1}\mathrm {d} x} ist in dem Streifen {\displaystyle S=\{s\in \mathbb {C} \ |\ a<\Re (s)<b\}} absolut konvergent
- {\displaystyle M_{f}(s)} ist in dem Streifen {\displaystyle S=\{s\in \mathbb {C} \ |\ a<\Re (s)<b\}} analytisch
- der Ausdruck {\displaystyle M_{f}(c\pm \mathrm {i} t)} strebt für {\displaystyle t\to \infty } und jedem beliebigen Wert {\displaystyle c} zwischen {\displaystyle a} und {\displaystyle b} gleichmäßig gegen 0
- die Funktion {\displaystyle f(x)} ist auf der positiven reellen Achse stückweise stetig, wobei im Falle unstetiger Sprungstellen jeweils der Mittelwert der beidseitigen Grenzwerte genommen werden soll (Treppenfunktion)

## Beziehung zur Fourier-Transformation
Die Mellin-Transformation ist eng verwandt mit der Fourier-Transformation. Substituiert man nämlich im obigen Integral {\displaystyle t=e^{x}}, setzt man {\displaystyle F(x)=f(e^{x})} und bezeichnet man die inverse Fourier-Transformierte der Funktion {\displaystyle F} mit {\displaystyle {\widehat {F}}}, so ist für reelle {\displaystyle s}
{\displaystyle M_{f}(\mathrm {i} s)={\sqrt {2\pi }}{\widehat {F}}(s)}.

## Beispiel zur Dirichletreihe
Mittels der Mellin-Transformation lassen sich eine Dirichletreihe {\displaystyle f} und eine Potenzreihe {\displaystyle F} zueinander in Beziehung setzen. Es seien
{\displaystyle f(s)=\sum _{n=1}^{\infty }a_{n}n^{-s}} und {\displaystyle F(z)=\sum _{n=1}^{\infty }a_{n}z^{n}}
mit den gleichen {\displaystyle a_{n}}. Dann gilt
{\displaystyle f(s)={\frac {1}{\Gamma (s)}}\int \limits _{0}^{\infty }F(e^{-t})t^{s-1}\mathrm {d} t}.
Setzt man hierin zum Beispiel alle {\displaystyle a_{n}=1}, so ist {\displaystyle f} die Riemannsche Zetafunktion, und man erhält
{\displaystyle \zeta (s)={\frac {1}{\Gamma (s)}}\int \limits _{0}^{\infty }{\frac {t^{s-1}}{e^{t}-1}}\mathrm {d} t}
für {\displaystyle \operatorname {Re} (s)>1}.